# Christian Jakob August von Berstett
Christian Jakob August Freiherr von Berstett (* 6. Juli 1773 im Schloss Gerstheim in Gerstheim; † 10. Dezember 1860 in Freiburg im Breisgau) war ein Major und Numismatiker.

## Leben
Er war ein Sohn von Phillip Jakob Reinhard von Berstett, aus dem Adelsgeschlecht von Berstett seine Mutter war Caroline Christina Leopoldine Freiin von Dettlingen. Er hatte einen Bruder, Wilhelm Ludwig Leopold Reinhard Freiherr von Berstett und eine Schwester, Carolina Eleonore Franziska Luise Freiin von Berstett (1771–1791).
Berstett studierte an der Universität Straßburg. 1788 besuchte er gleichzeitig die Artillerieschule Straßburg. Nachdem das Schloss Berstett zerstört und das Straßburger Stadtregiment in der Revolution gestürzt wurde, verließen er und seine Eltern die Heimat. Er nahm mit seinem Bruder anschließend am Emigrantenfeldzug 1792 in die Champagne teil. 1794 besuchte er gegen seine Neigung die Universität Tübingen, um die Rechte zu studieren. Nach dem Einfall der Franzosen 1796 gab er die Studien endgültig auf. Zusammen mit 30 Kommilitonen verließ er die Universität und trat in das K. u. K. Dragonerregiment Erzherzog Johann ein. Von nun ab war er als Reichsritter an fast allen damaligen Kriegsschauplätzen zugegen. So war er 1809 in Regensburg, als er von einem gefangengenommenen Franzosen erfuhr, dass Napoleon ganz in der Nähe weilte. Ohne zu zögern, ritt er bis auf 50 Schritte an diesen heran und feuerte seine Pistole ab, musste aber gleichzeitig flüchten, da Reiter ihn bedrängten. Den Treffer konnte er daher nicht wahrnehmen, überliefert ist, dass Napoleon am Fuß getroffen wurde. In der Schlacht bei Aspern konnte er sich weiter bewähren und wurde von Erzherzog Karl zum Rittmeister befördert. 1813 kämpfte er in der Armee Schwarzenberg in Sachsen und Böhmen, der König von Preußen verlieh ihm dafür den Johanniterorden. 1816 ließ er sich beurlauben und wurde zum K. u. K. Kämmerer ernannt. 1819 kehrte er nach Aufenthalten in Frankfurt bei seinem Bruder und im Elsass in das Regiment zurück, reichte aber 1822 seinen Abschied ein aufgrund »sehr geschwächter Augen«. Er erhielt den Majorstitel und wenig später, als er nach Karlsruhe zurückkehrte, von König Ludwig XVIII. das Ritterkreuz des St. Ludwigs-Militärverdienstordens und wenig später das des Ordens vom Zähringerlöwen, diesem folgte im nächsten Jahr das Kommandeurkreuz.
Am 13. Mai 1828 heiratete er in Steinbach die Bürgermeisterstochter Julie Mayer (1804–1888).
Er wohnte zunächst in Kirchzarten, dann in Freiburg, anschließend in Mahlberg. Obwohl er in Mahlberg Ehrenbürger wurde und zwei Söhne, Ludwig und Ferdinand Otto Tancred, bekam, zog er 1846 wieder nach Freiburg. Sein erster Sohn Ludwig war in einem Internat 7-jährig verstorben.
In Freiburg in seinem Haus am Karlsplatz beschäftigte er sich eingehend mit seinem Hobby, das er seit seiner Jugend betrieb: Der Numismatik. Er hatte eine Sammlung von 8000 Münzen zusammengetragen. Er veröffentlichte zahlreiche zum Teil bis heute gültige Abhandlungen zur Numismatik. Im Zuge der Badischen Revolution 1848 drangen 30 Freischärler in sein Haus und plünderten es. Zwar war es ihm noch gelungen, die wertvollsten Stücke zu retten, dennoch war der Verlust beträchtlich. So entschloss er sich, den Rest seiner Sammlung zu verkaufen. Das Großherzogliche Münzkabinett erwarb 154 badische Stücke für 305 Gulden.

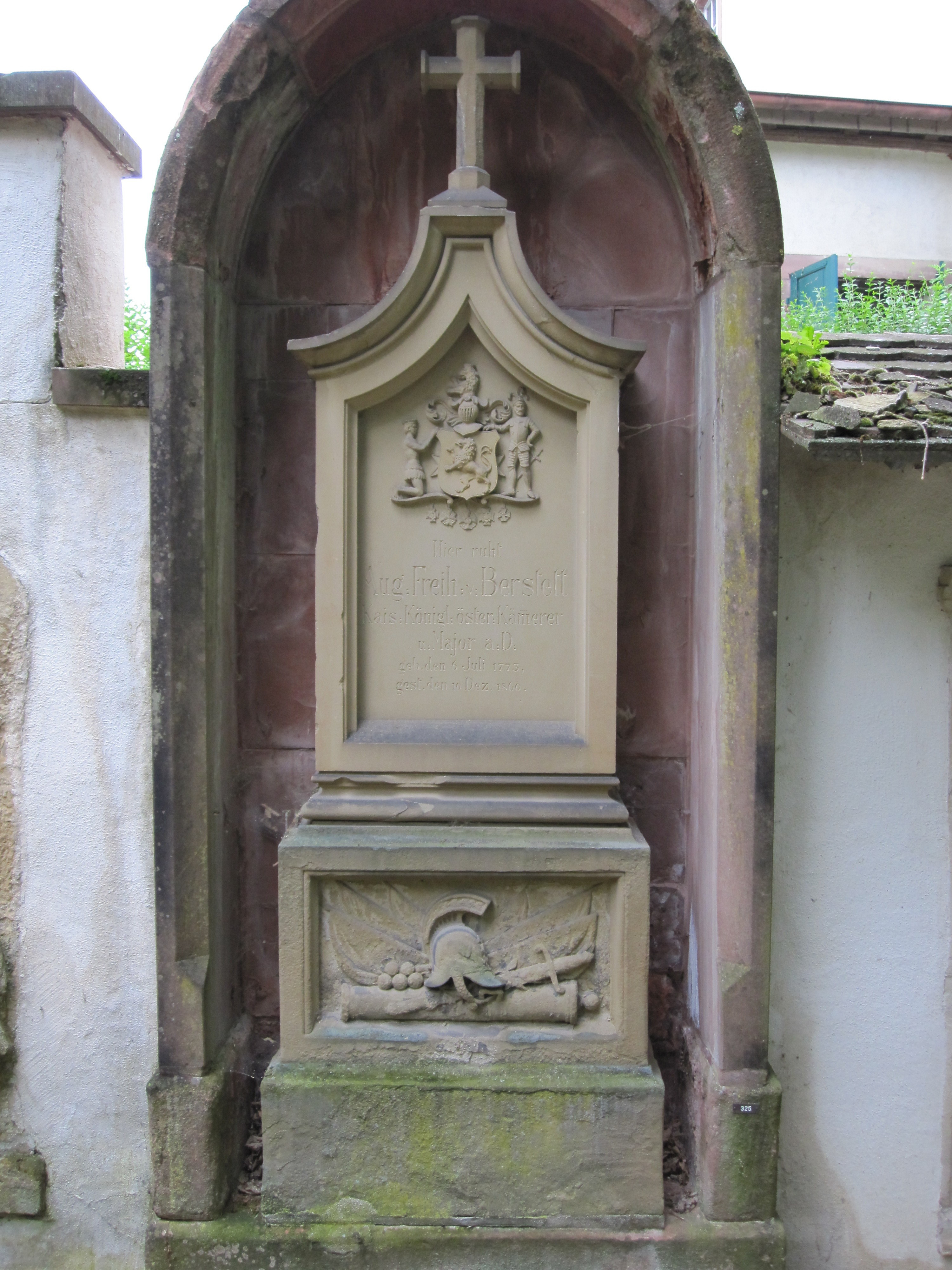
Grabmal v. Berstetts auf dem Alten Friedhof Freiburgs

Sein Grab befindet sich auf dem Alten Friedhof in Freiburg. Es wurde von dem Bildhauer Josef Alois Knittel geschaffen.

## Schriften (Auswahl)
- Versuch einer Münzgeschichte des Elsasses. Emmerling, Freiburg im Breisgau 1840, (Digitalisat).
- Nachtrag als Ergänzung und Berichtigung zum Versuch einer Münzgeschichte des Elsasses. Herder, Freiburg im Breisgau 1844, (Digitalisat).
- Münzgeschichte des Zähringen-Badischen Fürstenhauses und der unter seinem Scepter vereinigten Städte und Landschaften. Herder, Freiburg im Breisgau 1846, (Digitalisat).